# 方液仙
方液仙（1893年—1940年7月25日），字传沆。浙江省镇海县人。
他聞名於民國時期做在地資本，是著名的实业家，來開辦生產中國製造與外國貨相抗衡，也是中国化工业的先驱之一，有“日化大王”、“国货大王”之称。1940年，遭到日本扶持的汪當局殺害。

## 少年时期
方液仙，原名传沆，小名阿揆。浙江省镇海县桕墅乡人，生于上海。镇海方氏家族是当地望族，世代经商。祖辈在上海、宁波、杭州、绍兴、湖州、南浔、南京、汉口、宜昌、长沙、沙市等地经营钱庄、糖业、沙船、银楼、丝绸、棉布、药材、南北货、典当、渔业、书业、房地产业等。
方液仙曾在中西书院读书，师从德国化学家窦伯烈，方發現中国市场過多洋货，於是在家中设化学实验室，研制日用化工产品。

## 创建中国第一家最具有规模的日用化工品工厂

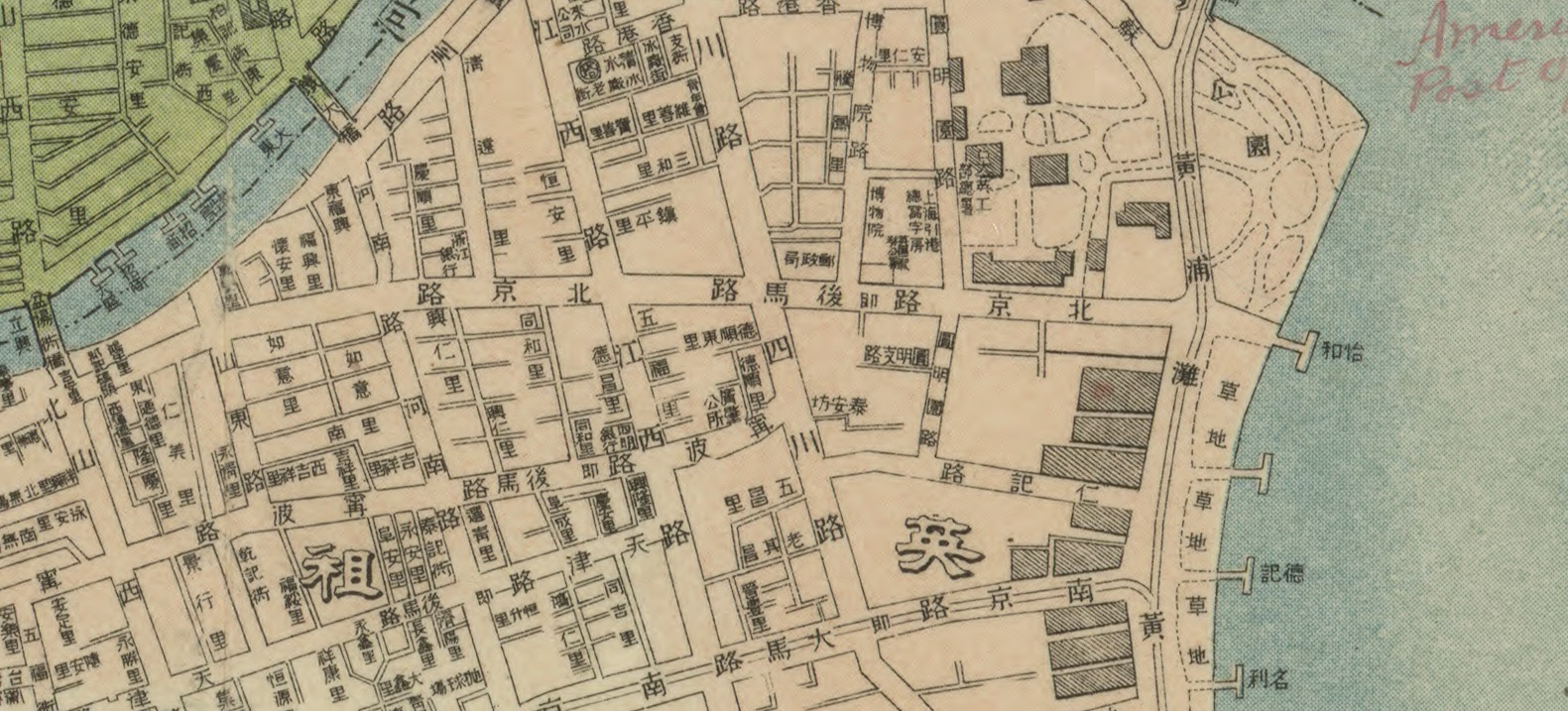
1913年（民国二年六月），在上海商务印书馆出版《实测上海城厢租借图》上的安仁里位置（兴仁里和安仁里都是方氏的产业）。

1912年，20岁的方液仙说服母亲拿出私蓄一万元作为资本，在上海圆明园路安仁里的家里（原英国驻上海总领事馆对面），创办了中国化学工业社。他带领几个工人和学徒，小批量生产日用化妆品，并雇人挑担上街叫卖或在电车上向客兜售。当时国产的化妆品因洋货暢銷，他的成品打不开销路，连年亏本。在一万元资金全部亏损后，方液仙於1915年又集资五万元（自己出七成，舅父李云书投资三成），租赁上海重庆路田丰记营造厂的三间厂房为工厂，除继续生产化妆品外，增产“三星牌蚊香”、皮鞋油和果子露等，并设立发行所。这时工厂具有规模，聘请了厂长、经理、营业员和推销员。
1920年，方液仙向叔父方季扬提出投资要求，自仍控制七成任总经理，扩大业务。在1915年前，日货的野猪牌和猴牌蚊香充斥中国市场，但到了1925年五卅运动时，日货蚊香几乎绝迹，“中化”的“三星牌蚊香”畅销国内各大城市。
1923年由“中化”研制的中国人第一支“三星牌牙膏”问世。随后其他国货牙膏也进入市场，但“三星牌牙膏”是当时国内市场销售最好的品牌，处于同行领先地位。解放后，政府把各类名牌牙膏集中在“中化”厂制造，该厂后改名为上海牙膏厂。
方液仙除了上面二个名牌产品外，还有“箭刀牌肥皂”，调味品如“观音粉”味精、味生、酱油精、酱油色，雪花膏，生发油，花露水，甘油，薄荷，皮鞋油和果子露等产品。
方液仙除了拥有“中化”系外，方液仙还参与投资了多家（7家）工厂，这些工厂大多是为中化社提供原材料。如1925年开设永盛薄荷厂，为中化社提供化妆品及牙膏所需原料薄荷油，任董事；1932年与方哲年（注:应该是民）、方作舟合资兴办肇兴化学厂，供应中化社化工原料，任董事长；1934年投资开成造酸公司，供应中化社工业用酸，任董事；1934年创办中国胶木厂，为中化社提供胶木瓶盖等，任董事；合资创办美龙香精厂，供应中化社酒精及香精，任董事；此外还盘进天一味母厂，成为中化社的联营企业，任董事；此外还投资健华化学制药厂，任董事长。方液仙通过中化系4家工厂（总厂（化妆品和牙膏厂）、蚊香厂、调味品厂、洗涤品厂）、及4家附属企业（晶明玻璃厂，中国制管厂，龙华制革厂，鼎丰搪瓷厂)，组成基本自给的工业制造系统，使中化社成为近代中国规模最大的日用化学品工业综合性企业。。

## 星五聚餐会发起人
星五聚餐会，是由上海实业界人士方液仙在1920年代末发起。当时，洋货倾销扼杀民族工业萌芽，实业界人士在每月最后一个星期五轮流作东聚餐，边吃边聊生意、国货、抵制日货等国事。随后，星五聚餐会从上海发展到全国各大城市，并一直延续到1952年。最初星五聚餐会主要成员是：中国化学工业社总经理方液仙、美亚织绸厂总经理蔡星白、新民机器厂经理胡厥文、华生电器厂经理叶友才、中华珐琅厂经理方剑阁、灵生油墨厂经理陈醒吾等。

## 创建中国第一家中国国货公司
1933年，创办中国国货公司，任总经理，先后在南京、汉口、香港等20多地设分支机构，扶持民族工业，抵制洋货，支持国货。方液仙被社会各界誉为“国货大王”。

## 晚年
抗日战争时期，方液仙支持民族抗日救亡运动，在槟榔路（今安远路）中国化学工业社内和胶州路申园两次设立伤兵医院，指派社内同仁护送，第二次并聘请美国约翰霍普金斯大学医学博士上海名医倪葆春领导救治伤员。
上海沦陷后，拒任汪精衛政府实业部长。最后遭日方杀害。现今方液仙的名字列入上海淞沪抗战纪念馆“八一三”殉国将领姓名录。

## 方液仙后代
儿辈: 方之雄(女) 方曾泽(儿) 方曾规(儿) 
孙辈: 方家祥(儿) 方左芬(女) 方家祯(儿) 方右芬(女) 方晏虹(女) 方冠虹(女) 方耀虹(女) 方赛虹(女) 方家黎(女)
曾孙辈: 方必焕(儿) 方必杰(儿) 方必琳(女)